# ヘンリー・ハワード (第6代サフォーク伯爵)
第6代サフォーク伯爵ヘンリー・ハワード（英語: Henry Howard, 6th Earl of Suffolk PC、1670年 – 1718年9月19日）は、イングランド貴族。1691年から1706年までウォールデン卿の儀礼称号を使用した。

## 生涯
第5代サフォーク伯爵ヘンリー・ハワードと1人目の妻メアリー・ステュアートの長男として、ロンドンで生まれた。1685年11月2日にケンブリッジ大学モードリン・カレッジに入学した。
1694年にアランデル選挙区の補欠選挙で当選したが、選挙申立てにより2月22日に当選無効が宣言された。その後、1695年から1698年までアランデル選挙区の、1705年から1706年までエセックス選挙区の庶民院議員を務めた。
軍務伯は代々ノーフォーク公爵が務めたが、1706年時点の軍務伯第8代ノーフォーク公爵トマス・ハワードはカトリックだったため、慣例として副軍務伯にプロテスタントを任命することとなった。ヘンリー・ハワードの父にあたる第5代サフォーク伯爵ヘンリー・ハワードが副軍務伯の候補となったが、彼はすでに80歳近くと老齢だったため、代わりにその長男であるヘンリー・ハワードが任命された。任命にあたって、1706年12月30日にビンドン伯爵およびチェスターフォード男爵に叙された。1709年12月10日に父が死去するとサフォーク伯爵の爵位を継承した。また、1708年6月26日に枢密顧問官に任命され、1714年から1718年までエセックス統監を、1715年から1718年まで商務委員会第一卿を務めた。
1718年9月19日にガンナーズベリーで死去、一人息子チャールズが爵位を継承した。

## 家族
1691年8月6日、オーベリー・アン・ペネロープ・オブライエン（Auberie Anne Penelope O'Brien、1703年12月2日没、第7代ソーモンド伯爵ヘンリー・オブライエンの四女）と結婚、1男をもうけた。
- チャールズ（1693年 – 1722年） - 第7代サフォーク伯爵

1705年4月、ヘンリエッタ・サマセット（1715年8月2日没、初代ボーフォート公爵ヘンリー・サマセットの娘）と再婚したが、2人の間に子供はいなかった。